# Skoki narciarskie na Łotwie
Reprezentanci Łotwy w skokach narciarskich starty w międzynarodowych konkursach rozpoczęli w 2007 roku, nie odnosząc do tej pory żadnych znacznych sukcesów.
Skoki narciarskie w tym kraju uprawia niewielka grupka młodzieży, trenujące w dwóch klubach w Siguldzie i w Ogre. Regularne treningi w tych ośrodkach rozpoczęły się w pierwszej dekadzie XXI wieku, jednak amatorskie konkursy skoków odbywały się już latach 70.
Zawodników szkoli łotewski duet trenerski Modra Kruze i Agris Kumelins. Wspomaga ich z ramienia FIS-u Kazach Nikołaj Korobow, który swego czasu prowadził skoczków reprezentacji Kazachstanu. Zawodnicy łotewscy odbyli już kilka zgrupowań w Europie Zachodniej, byli m.in. w Villach, Otepää i Libercu. 
W bazie zawodników Międzynarodowej Federacji Narciarskiej znajduje się aktualnie trzech skoczków z Łotwy: Kārlis Krūze, Kristaps Nežborts oraz Matiss Melders (nieaktywny).

## Łotysze na arenie międzynarodowej
Łotysze do tej pory nie brali udziału w Zimowych Igrzyskach Olimpijskich. Najważniejszymi zawodami międzynarodowymi organizowanymi przez FIS, w których wziął udział reprezentant Łotwy (Kristaps Nežborts) były Mistrzostwa Świata w Narciarstwie Klasycznym 2013 w Val di Fiemme.

### 2007
21 lipca 2007 roku Laganovski i Krūze wystartowali w konkursie skoków w bawarskiej miejscowości Auerbach in der Oberpfalz (na skoczni K40), zajmując dwa ostatnie miejsca w gronie 6 zawodników (kategoria do 19 lat).

### 2008
2 lutego 2008 roku Laganovski i Krūze wzięli udział w rozgrywanych w estońskiej miejscowości Otepää Mistrzostwach Krajów Północy. W stawce 17 zawodników sklasyfikowanych podczas konkursu na skoczni Tehvandi zajęli odpowiednio 15. i 16. miejsce. Do zawodów zgłoszony został również Matiss Melderis, jednak w konkursie nie wystąpił.

### 2010
16 lipca 2010 roku Kristaps Nežborts zajął 28. miejsce w stawce 39 skoczków w kategorii Junior D podczas Międzynarodowych Zawodów Dzieci o Wielki Puchar Crunchips. Podczas tych samych zawodów Markus Vinogradovs zajął 17., a Gints Pommers – 35. lokatę (na 47 sklasyfikowanych) w kategorii Junior E.

### 2011
29 lipca 2011 roku młodzi Łotysze brali udział w imprezie FIS Schüler Grand Prix w Garmisch-Partenkirchen. W kategorii do 11 lat Markuss Vinogradovs był 9. w stawce 20 zawodników, a w tej samej kategorii wśród dziewcząt Šarlote Šķēle była druga w stawce czterech skoczkiń. W kategorii chłopców 13-letnich Gints Pommers zajął ostatnie, 28. miejsce.
13 sierpnia 2011 roku młodzi reprezentanci Łotwy wystąpili w zawodach młodzieżowych w niemieckim Rothenburgu. W kategorii dziewcząt do lat 7 (skocznia K7) wygrała Argita Tome (sklasyfikowano cztery zawodniczki), w kategorii chłopców 10-letnich (skocznia K15) wygrał Markuss Vinogradovs (sklasyfikowano 9 skoczków), w tej samej kategorii wśród dziewcząt (również na K15) 3. miejsce w stawce 9 skoczkiń zajęła Agnese Gremzede. Ponadto konkursy w swoich kategoriach wygrali Šarlote Škele (dziewczęta 11-12 lat, skocznia K34, 3 zawodniczki) oraz Kristaps Nežborts (chłopcy 15-16 lat, skocznia K34, 5 zawodników).

### 2012
24 lutego 2012 Kristaps Nežborts zajął 19. pozycję w stawce 23 zawodników podczas Młodzieżowych Mistrzostw Krajów Północy w Otepää; Markuss Vinogradovs nie wystartował w konkursie.
8 września 2012 roku Nežborts i Krūze wystąpili w letnich mistrzostwach Estonii na skoczni Tehvandi, zajmując odpowiednio 18. i 24. miejsce w stawce 27 zawodników.

### 2013
W zawodach międzynarodowych rozgrywanych pod egidą Międzynarodowej Federacji Narciarskiej reprezentant Łotwy zadebiutował w styczniu 2013 roku – 19 stycznia 2013 roku podczas konkursu cyklu FIS Cup rozgrywanego w rumuńskim Râșnovie Kristaps Nežborts zajął 34. pozycję, a dzień później był 32.
24 stycznia 2013 roku Nežborts wziął udział w konkursie indywidualnym skoków narciarskich w ramach Mistrzostw Świata Juniorów w Narciarstwie Klasycznym 2013. Zajął w nim 62. pozycję. Był to pierwszy start łotewskiego skoczka narciarskiego w tego typu imprezie rangi mistrzowskiej.
18 lutego 2013 roku Nežborts wystartował w konkursie indywidualnym skoków narciarskich podczas Zimowego Europejskiego Festiwalu Młodzieży 2013. Został w nim sklasyfikowany na 54. miejscu. Podobnie jak w przypadku poprzednich zawodów stał się tym samym pierwszym łotewskim skoczkiem narciarskim, który wziął udział w tego typu konkursie.
W lutym 2013 roku Nežborts został zgłoszony do udziału w rywalizacji skoczków narciarskich podczas Mistrzostw Świata w Narciarstwie Klasycznym 2013. Podobnie jak poprzednio, tak i w tym wypadku stał się pierwszym łotewskim skoczkiem narciarskim, który wziął udział w zawodach tej rangi.

## Łotysze na lokalnych konkursach w Estonii
Młodzi łotewscy zawodnicy często biorą udział w lokalnych zawodach organizowanych na terenie Estonii.

### 2012
Võru, 28 stycznia 2012:
- kategoria dzieci do lat 8, skocznia K13: Patrīcija Škele – 3. miejsce (na 4 sklasyfikowanych)
- kategoria dziewcząt do lat 10, skocznia K13: Agnese Gremzde – 3. miejsce, Liga Bèrzina – 4. miejsce, Argita Toma – 5. miejsce (na 6 sklasyfikowanych)
- kategoria chłopców do lat 10, skocznia K13: Markuss Vinogradovs – 3. miejsce (na 10 sklasyfikowanych)
- kategoria dziewcząt do lat 12, skocznia K30: Šarlote Šķēle – 1. miejsce (na 4 sklasyfikowane)
- kategoria chłopców do lat 12, skocznia K30: Markuss Vinogradovs – 8. miejsce (na 10 sklasyfikowanych)
- kategoria otwarta, skocznia K30: Kristaps Nežborts – 1. miejsce, Ričards Ščiglinskis – 6. miejsce (na 6 sklasyfikowanych)

Elva, 11 lutego 2012:
- kategoria dzieci do lat 8, skocznia K8: Ivo Galauskis – 3. miejsce, Patrīcija Škele – 4. miejsce, Sandis Kaulinš – 5. miejsce (na 9 sklasyfikowanych)
- kategoria dziewcząt do lat 10, skocznia K8: Liga Bèrzina – 3. miejsce (na 5 sklasyfikowanych)
- kategoria chłopców do lat 10, skocznia K8: Markuss Vinogradovs – 2. miejsce, Sandis Beninš – 9. miejsce (na 11 sklasyfikowanych), Martins Cirulis – niesklasyfikowany
- kategoria dziewcząt do lat 12, skocznia K25: Šarlote Šķēle – 1. miejsce, Argita Toma – 5. miejsce (na 5 sklasyfikowanych), Agnese Gremzede – nie wystartowała
- kategoria chłopców do lat 12, skocznia K25: Markuss Vinogradovs – 5. miejsce (na 12 sklasyfikowanych)
- kategoria otwarta, skocznia K30: Ričards Ščiglinskis – 3. miejsce (na 3 sklasyfikowanych), Kristaps Nežborts – nie wystartował

Otepää, 12 lutego 2012:
- kategoria chłopców do lat 20: Kristaps Nežborts – 12. miejsce, Markuss Vinogradovs – 18. miejsce (na 18 klasyfikowanych); w odrębnej klasyfikacji w kategorii do lat 16 odpowiednio: Nežborts – 7. miejsce, Vinogradovs – 13. miejsce (na 13 sklasyfikowanych)

Tallinn, 3–4 marca 2012:
- kategoria dzieci do lat 8, skocznia K10: Sandis Kaulinš – 2. miejsce, Patrīcija Škele – 3. miejsce, Ivo Galauskis – 4. miejsce, Gvido Berzins – 9. miejsce (na 14 sklasyfikowanych)
- kategoria dziewcząt do lat 10, skocznia K10: Liga Bèrzina – 2. miejsce (na 5 sklasyfikowanych), Kortinija Diḷevka – niesklasyfikowana
- kategoria chłopców do lat 10, skocznia K18: Markuss Vinogradovs – 2. miejsce, Sandis Beninš – 8. miejsce (na 9 sklasyfikowanych)
- kategoria dziewcząt do lat 12, skocznia K18: Šarlote Šķēle – 2. miejsce, Agnese Gremzde – 5. miejsce, Argita Toma – 7. miejsce (na 7 sklasyfikowanych)
- kategoria chłopców do lat 12, skocznia K25: Martins Cirulis – 9. miejsce (na 9 sklasyfikowanych), Ričards Ščiglinskis – niesklasyfikowany
- kategoria otwarta, skocznia K50: Kristaps Nežborts – 11. miejsce (na 14 sklasyfikowanych)

Võru, 17 marca 2012
- kategoria dzieci do lat 8, skocznia K13: Patrīcija Škele – 4. miejsce, Ivo Galauskis – 5. miejsce, Sandis Kaulinš – 6. miejsce (na 10 sklasyfikowanych), Martins Cirulis – niesklasyfikowany
- kategoria dziewcząt do lat 10, skocznia K13: Liga Bèrzina – 3. miejsce (na 4 sklasyfikowane), Agnese Gremzde i Gerda Vilcina – niesklasyfikowane
- kategoria chłopców do lat 10, skocznia K13: Markuss Vinogradovs – 4. miejsce, Voldemars Apšancs – 10. miejsce (na 11 sklasyfikowanych), Sandis Beninš – nie wystartował
- kategoria dziewcząt do lat 12, skocznia K30: Šarlote Šķēle – 1. miejsce (na 4 sklasyfikowane)
- kategoria chłopców do lat 12, skocznia K30: Markuss Vinogradovs – 6. miejsce (na 11 sklasyfikowanych)
- kategoria otwarta, skocznia K30: Kristaps Nežborts – 12. miejsce, Ričards Ščiglinskis – 18. miejsce (na 18 sklasyfikowanych)

## Zawody krajowe
W latach 1933–1974 rozgrywane były mistrzostwa Łotwy w skokach narciarskich.
Wiadomo, że przynajmniej dwa kluby narciarskie w kraju prowadzą sekcję skoków, są to: Lidojošais slēpotājs i Ogres stils.
12 stycznia 2008 roku na skoczni Tramplīn w Ogre rozegrano zawody w skokach narciarskich, w których wzięło udział 19 zawodników z Łotwy (Ogre, Sigulda) oraz Estonii (Tallinn, Otepää) w 9 kategoriach wiekowych. Spośród 11 Łotyszy, którzy wystartowali w tych zawodach najlepiej zaprezentował się Kārlis Krūze, który ustanowił rekord obiektu (11 m) i wygrał w swojej kategorii wiekowej.

## Rekord kraju w długości skoku narciarskiego
Nieoficjalny rekord kraju w długości skoku narciarskiego wynosi 130 metrów i należy do Markussa Vinogradovsa. Został ustanowiony podczas treningu w Trondheim na skoczni Granåsen K124.

## Skocznie narciarskie na Łotwie

### Sigulda
Największy obiekt umożliwiający oddawanie skoków narciarskich na Łotwie znajduje się w miejscowości Sigulda. Punkt konstrukcyjny skoczni umieszczony jest na 50 metrze. Obiekt nie jest jednak wyposażony w maty igelitowe, co uniemożliwia bezpieczne oddawanie skoków latem. Na obiekcie trenują zawodnicy klubu narciarskiego Lidojošais slēpotājs.
Latem 2007 roku powstała inicjatywa wybudowania w tym miejscu kompleksu skoczni narciarskich. Planuje się tu wybudowanie obiektów K70, K40, K20, K10 oraz K5.

### Ogre
W drugiej połowie 2007 roku w Ogre powstała skocznia narciarska Tramplīn o punkcie konstrukcyjnym K10 (HS15), na której trenują seniorzy oraz młodzież z klubu Ogres Stils. Rekordzistą obiektu (11 m) jest Kārlis Krūze, który swój wynik uzyskał podczas inauguracji obiektu 12 stycznia 2008 roku. Żeński rekord obiektu został uzyskany 27 sierpnia 2011 roku przez Madara Martinkena i wynosi 13,5 metra.
W międzyczasie obiekt został powiększony o skocznie K15 i K5 (cały kompleks jest jednak wyposażony w maty igelitowe). Rekordzistami największej skoczni są Kārlis Krūze (15 metrów, 27 sierpnia 2011) oraz Šarlote Šķēle (13,5 metra, również 27 sierpnia 2011).

### Pļaviņas
Skocznia narciarska znajduje się również w miejscowości Pļaviņas.